# 李娜 (击剑运动员)
李娜（1981年3月9日—），遼寧丹東人，中國女子擊劍運動員。

## 生涯
李娜在1993年於丹東體育學校學習擊劍運動，李為仁是她的教練。翌年，她晉升至遼寧劍擊隊中，王恒滿是她的教練。1998年初，她入選國家隊，趙剛和王恒滿都為她的教練。
1999年的亞洲錦標賽中，李娜贏得女子個人重劍小項與女子團體重劍小項的錦標。次年9月的悉尼奧運，她與楊劭崎、梁琴在劍擊項目的女子團體重劍小項八強賽中爆冷門擊敗世界冠軍法國隊，後來雖在四強賽中不敵瑞士，但卻在銅牌賽中勝出，是當年中國自參與奧運以來最佳的團體小項成績。
2001年在北京舉行的世界大學生運動會中，李娜與隊友钟维萍、楊紹琦與沈巍巍在擊劍項目的女子團體重劍小項決賽以42:34擊敗俄羅斯隊，贏得一面金牌。隨後在瑞典舉行的世界錦標賽中，她們獲得女子團體重劍小項的銅牌。次年，她在瑞典分站世界杯中，再度成為冠軍得主。同年的世界錦標賽中，她與隊友得一面銅牌。
2003年，李娜刷新中國歷年世界錦標賽中最出色的個人重劍小項成績，當年她取得了一面銅牌。其後7月的悉尼站世界杯中的女子團體重劍小項中，她和鍾維萍與沈巍巍的組合先後淘汰德國、法國，並擊敗烏克蘭，奪得冠軍。翌年年初，她先後在匈牙利、古巴取得一金一銀的團體成績，並奪得意大利站的個人錦標。同年8月，是雅典奧運的舉行日期，李娜參與了女子團體重劍小項，但最終只得第六。
奧運後的一年，李娜參與在南京舉行的十運會，她在劍擊項目的女子團體重劍小項以5分不敵江蘇隊，取得一面銀牌。幾個月後的世界錦標賽在意大利都靈舉行，結果中國隊以45:26戰勝法國，奪得中國女子重劍隊歷來最佳的成績。其後一年的12月的多哈亞運，她在女子個人重劍決賽以3分之差不敵國家隊隊友鐘維萍，3日後的女子團體決賽中，她協助中國隊贏得金牌。
2007年1月，李娜出席匈牙利站世界杯，並在女子團體重劍小項以45:25擊敗對手。在8月中的亞洲錦標賽，她戰勝澳洲對手，成為女子個人重劍小項的冠軍得主。
2009年第十一屆全運會代表遼寧奪得女子團體重劍金牌。

## 外部連結
- 李娜在国际奥林匹克委员会的资料